# RPS27A
RPS27A‏ (Ribosomal protein S27a) هوَ بروتين يُشَفر بواسطة جين RPS27A في الإنسان.